# Dornier Aerodyne

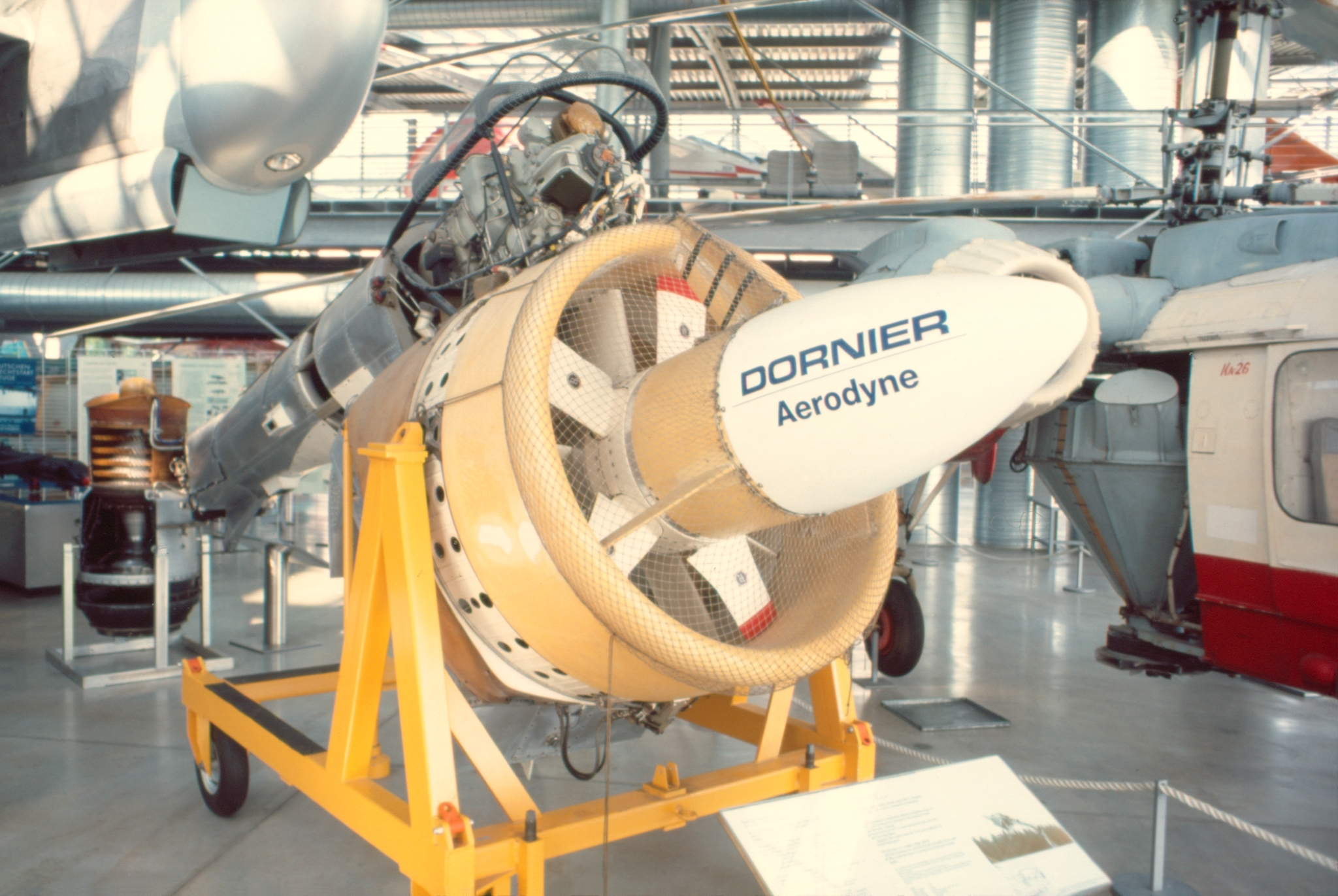
Dornier Aerodyne E1 auf dem Transportgestell, Flugwerft Schleißheim

Unter der Bezeichnung Aerodyne lief bei Dornier ein unbemannter, flügelloser Senkrechtstarter, von A.M. Lippisch konzipiert und von Dornier im Auftrag des Bundesministeriums für Verteidigung entwickelt und gebaut. Lippisch gehörte dabei zum Team. Der Erstflug fand am 18. September 1972 statt. Die Entwicklung endete nach erfolgreicher Schwebeflugerprobung mit dem Fluggerät Aerodyne E1 am 30. November 1972. Zur Weiterführung dieser Experimentalstudie kam es nicht, weil sich kein Bedarfsträger in der Bundeswehr fand, bzw. weil man die vorgesehene Aufgaben nunmehr mit bemannten Hubschraubern durchführen wollte.

## Beschreibung
Es handelte sich um ein unbemanntes System, das als Drohne land- und/oder schiffgestützte Flugaufklärung durchführen sollte.
Das Prinzip des Aerodyne ist die Zusammenfassung von Auftriebs- und Vortriebserzeugung in einer Baueinheit oder in einem Strömungskanal, d. h. einem Ringflügel mit Gebläse. Durch Klappen am Ende des Strömungskanals kann die durchströmende Luft als Schub, Vortrieb oder auch gemischt um- und/oder abgelenkt werden. So konnte der Aerodyne im gesamten Bereich zwischen Schweben und maximaler Geschwindigkeit gesteuert werden und fliegen.
Für den Vorwärtsflug hatte der Aerodyne ein konventionelles Leitwerk am Heck, das die Nick- und Giersteuerung übernahm. Das Gerät war unbemannt und per Funk ferngesteuert.

## Technische Daten
- Länge: 5,5 m
- Breite: 1,9 m
- Ringflügel innen/Gebläse Durchmesser: 1,1 m
- Antrieb: 1 Gasturbine MTU 6022 A-3, 370 PS
- Gesamtgewicht: 435 kg